# João II do Palatinado-Simmern
João II do Palatinado-Simmern, o Jovem (em alemão:  Johann II. von Pflaz-Simmern; Simmern, 21 de março de 1492 – 18 de maio de 1557), também conhecido por duque João de Hunsrück (em alemão:  herzog Hans vom Hunsrück), foi um nobre alemão da Casa de Wittelsbach, conde palatinado do Reno e Duque do Palatinado-Simmern de 1509 a 1557.

## Biografia
João II era o único filho que sobreviveu do casamento de João I do Palatinado-Simmern e de Joana de Nassau-Sarrebruck, filha do conde João II de Nassau-Sarrebruck. Ao contrário do que era habitual para a época, o príncipe recebe uma formação mais profunda no domínio científico em vez dos habituais exercícios cavalheirescos. Nas ciências sociais, na política e do direito, João era considerado como o príncipe mais instruído do seu tempo. Numerosos eram os artistas e sábios a quem ele se encontrava ligado.
Em 1508, casou com Beatriz de Baden, filha do margrave Cristóvão I de Baden e, no ano seguinte, com a morte do pai, sucede-lhe como Duque do Palatinado-Simmern.
O imperador Carlos V tinha João II em alta estima, o que fez com que, até à sua morte, ele tivesse sido juiz na Corte imperial de Espira e, a partir de 1523, statthalter do governo imperial.
Ele introduz a Reforma em Simmern o que origina tensões com os monarcas vizinhos, os Arcebispos-eleitores de Tréveris e de Mogúncia.
No seu reinado, o ducado do Palatinado-Simmern conheceu um idade de ouro. Provavelmente, também terá sido ele que, provavelmente, criou na cidade onde residia uma escola latina, certificada em 1514. Mais tarde é aí que nasce o Herzog-Johann-Gymnasium (em português:  Liceu do Duque João), que tem o seu nome. Em 1530, il installa une imprimerie no castelo de Simmern. Hieronymus Rhodler aí trabalhou como mestre-impressor. Entre as obras mais conhecidas da impressora incluem-se o livro dos torneios de Georg Rüxner. Johann von Trarbach e um mestre desconhecido de Simmern criaram importantes túmulos da Renascença que podem ser vistos na igreja de Santo Estêvão de Simmern.
Uma política hábil permite a João II assegurar que a sucessão da linha sénior palatina ao seu filho Frederico que, em 12 de fevereiro de 1559, se torna o Eleitor palatino Frederico III. Esta sucessão fora estabelecida pelo Tratado de Sucessão de Heidelberga, em 1553, num acordo que envolvera as várias linhagens palatinas da Casa de Wittelsbach, quando já se esperava a 
morte, sem descendência, do príncipe-eleitor Otão Henrique. Como compensação pela sua linha vir a herdar o cargo eleitoral, João transfere uma parte do Condado de Sponheim, Lützelstein, Guttenberg e outras localidades para a linhagem do Palatinado-Zweibrücken.
Em 1555, pouco tempo antes da sua morte, a servidão é abolida para os habitantes de Simmern.

## Casamento e descendência

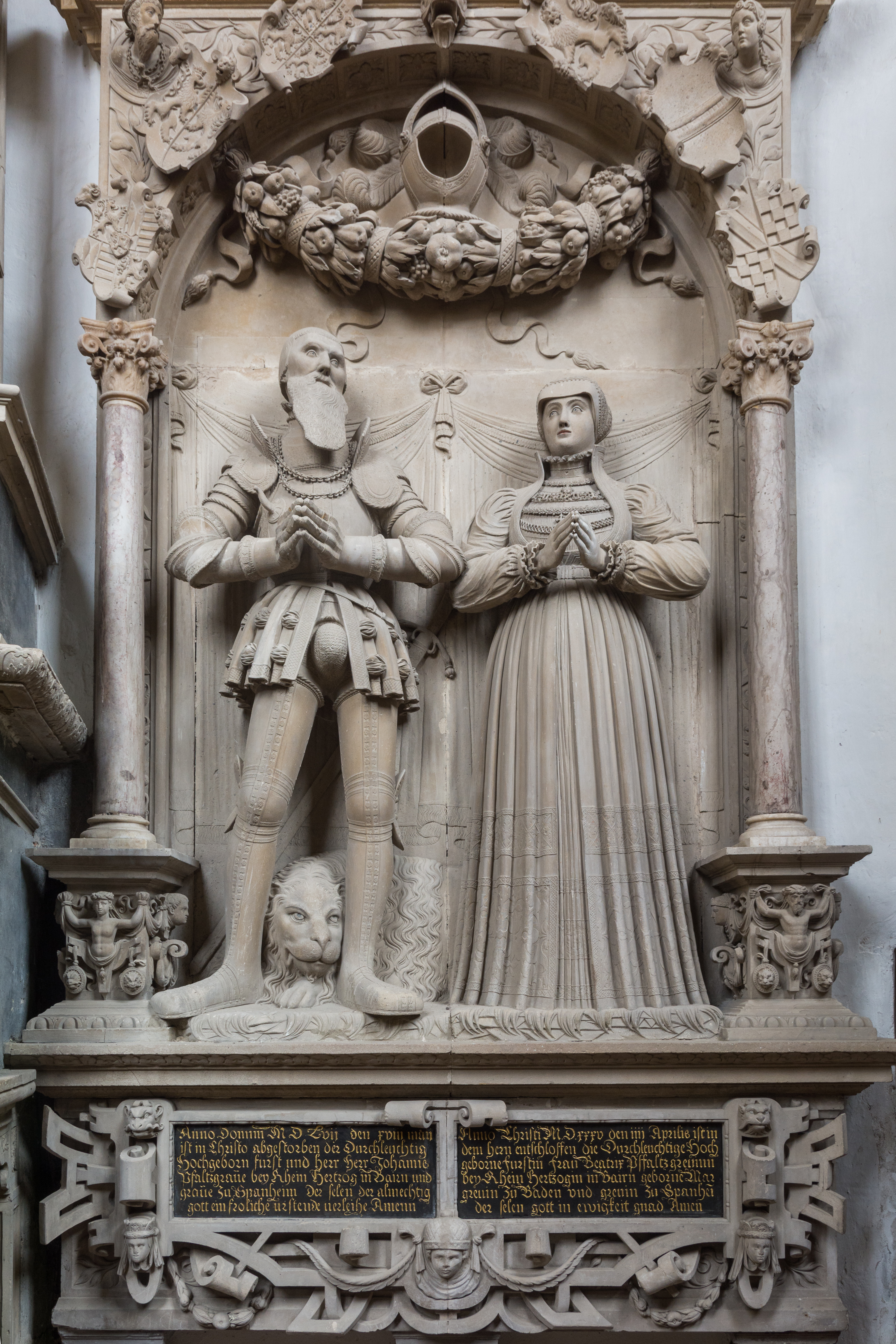
Monumento tumular de João II e Beatriz de Baden, na igreja de Santo Estêvão, em Simmern.

Em 1508, João II casou com Beatriz de Baden, filha do margrave Cristóvão I de Baden. Deste casamento nasceram doze filhos:
1. Catarina (Katharina) (1510-1572), Abadessa no convento de Klosterkumbd;
2. Joana (Johanna) (1512-1581), abadessa no convento de Boppard;
3. Otília (Ottilia) (1513-1553), freira no convento de Klosterkumbd;
4. Frederico III (Friedrich) (1515-1576), Duque do Palatinado-Simmern e, depois, Príncipe Eleitor do Palatinado;
5. Brígida (Brigitte) (1516-1562), Abadessa no convento de Neuburgo
6. Jorge (Georg) (1518-1569), duque do Palatinado-Simmern-Sponheim;
7. Isabel (Elisabeth) (1520-1564), casou com o conde Jorge II de Erbach;
8. Ricardo (Reichard) (1521-1598), sucedeu ao irmão com Duque do Palatinado-Simmern-Sponheim;
9. Maria (Maria) (1524-1576), freira no convento de Boppard;
10. Guilherme (Wilhelm) (1526-1527);
11. Sabina (Sabine) (1528-1578), casou com Lamoral, conde de Egmont;
12. Helena (Helene) (1532-1579), casou com Filipe III de Hanau-Münzenberg.